# 陳慕義
陳慕義（1956年9月29日—），台灣男演員、編劇，國立藝術學院戲劇系畢業。2006年以公視《快樂的出航》奪得第41屆金鐘獎迷你劇集最佳男主角。2023年以電影《老狐狸》獲得第60屆金馬獎最佳男配角獎。

## 演出作品

### 劇集
| 年 度  | 播出頻道         | 戲 劇 名 稱                | 角 色    |
| ------ | ---------------- | -------------------------- | -------- |
| 2008年 | 公視             | 天平上的馬爾濟斯           | 老楊     |
| 2008年 | 台視、三立都會台 | 波麗士大人                 | 老鄧     |
| 2008年 | 大愛電視台       | 青青蘭花草                 | 陳文五   |
| 2008年 | 台視、三立都會台 | 敗犬女王                   | 老闆     |
| 2009年 | 民視             | 夜市人生                   | 阿財叔   |
| 2009年 | 台視、三立都會台 | 下一站，幸福               | 周進財   |
| 2009年 | 中視             | 青梅竹馬                   | 劉東寶   |
| 2010年 | 三立都會台       | 偷心大聖PS男               | 安達     |
| 2010年 | 民視             | 新兵日記                   | 羅道存   |
| 2010年 | 公視             | 死神少女                   | 姑丈     |
| 2011年 | 八大綜合台       | 旋風管家                   | 幫派老大 |
| 2011年 | 大愛電視台       | 屋頂上的月光               | 郭阿華   |
| 2012年 | 民視             | 廉政英雄第七單元：血本無歸 | 徐福明   |
| 2012年 | 三立都會台       | 螺絲小姐要出嫁             | 羅雲標   |
| 2012年 | 中視             | 戀夏38℃                    | 黃萬達   |
| 2012年 | 台視             | 東華春理髮廳               | 黃漢忠   |
| 2012年 | 三立都會台       | 愛情女僕                   | 韓國基   |
| 2012年 | 壹電視           | 小站                       | 吳叔叔   |
| 2013年 | 三立都會台       | 大紅帽與小野狼             | 阿不拉   |
| 2013年 | 三立都會台       | 美味的想念                 | 夏德     |
| 2013年 | 台視             | 親愛的，我愛上別人了       | 沈大金   |
| 2013年 | C-POP TV         | 雜務特勤組                 | 龍哥     |
| 2013年 | 三立都會台       | 我的自由年代               | 李來     |
| 2014年 | TVBS歡樂台       | 16個夏天                   | 方父     |
| 2014年 | 大愛電視台       | 光合一加一                 | 張父     |
| 2014年 | 三立都會台       | 再說一次我願意             | 許東昇   |
| 2014年 | 湖南衞視         | 加油愛人                   | 任易     |
| 2015年 | 台視             | 春梅                       | 莊大金   |
| 2015年 | 大愛電視台       | 最美的雲彩                 | 徐金生   |
| 2015年 | 大愛電視台       | 爸爸親像山                 | 阿國     |
| 2015年 | 大愛電視台       | 愛‧逆轉                    | 潘正雄   |
| 2015年 | TVBS歡樂台       | 哇！陳怡君                 | 萬通     |
| 2015年 | 三立台灣台       | 甘味人生                   | 陳水來   |
| 2015年 | 大愛電視台       | 等待天光                   | 林信勝   |
| 2015年 | 公視             | 燦爛時光                   | 黑狗     |
| 2016年 | 台視、三立都會台 | 狼王子                     | 許國隆   |
| 2016年 | 民視             | 新娘嫁到                   | 雄哥     |
| 2017年 | 大愛電視台       | 奔跑吧！阿飛               | 楊父     |
| 2017年 | TVBS歡樂台       | 酸甜之味                   | 父親     |
| 2017年 | 大愛電視台       | 生命桃花源                 | 李亮     |
| 2017年 | 華視             | 春風愛河邊                 | 杜清水   |
| 2018年 | TVBS歡樂台       | 翻牆的記憶                 | 陳爸     |
| 2018年 | 公視             | 20之後                     | 總幹事   |
| 2018年 | 三立台灣台       | 炮仔聲                     | 劉阿義   |
| 2019年 | 台視、三立都會台 | 月村歡迎你                 | 夏守富   |
| 2020年 | FriDay影音、公視 | 國際橋牌社                 | 洪新介   |
| 2020年 | 民視             | 鏡子森林                   | 張浩南   |
| 2020年 | 台視、三立都會台 | 天巡者                     | 道士鬼   |
| 2020年 | 華視、三立都會台 | 廢財闖天關                 | 邵德壽   |
| 2021年 | 華視、三立都會台 | 廢財闖天關2                | 邵德壽   |
| 2022年 | 三立台灣台       | 一家團圓                   | 杜丙丁   |
| 2022年 | 華視、公視台語台 | 婚姻結業式                 | 蔡東霖   |
| 2022年 | 公視、MyVideo    | 茁劇場－綠島金魂           | 劉火旺   |
| 2023年 | 華視、公視台語台 | 婚姻結業式2                | 蔡東霖   |
| 2023年 | 東森超視、華視   | 阿叔                       | 蔡明傑   |
| 2024年 | 台視             | 追分成功                   | 林振松   |
| 2024年 | 大愛電視台       | 你好，我是誰2              | 林建輝   |
| 2024年 | 華視、公視台語台 | 孔雀魚                     | 老陳     |
| 2024年 | 民視             | 好運來                     | 林火焱   |

### 迷你劇集/電視電影
| 年 度 | 播出頻道       | 劇 名            | 飾 演    |
| ----- | -------------- | ---------------- | -------- |
| 2005  | 公共電視       | 快樂的出航       | 阿吉     |
| 2007  | 公共電視       | 拳擊手套 布娃娃  | 弘爸     |
| 2007  | 公共電視       | 指印             | 黑蛇     |
| 2007  | 公共電視       | 娘惹滋味         | 正隆     |
| 2007  | 公共電視       | 地鼠             | 阿賢     |
| 2009  | 公共電視       | 我的阿嬤是太空人 | 阿宗     |
| 2010  | 公共電視       | 再見‧夏天        | 添財     |
| 2012  | 公共電視       | 鐵馬             | 爸爸     |
| 2012  | 公共電視       | 權力過程         | 吳農過   |
| 2017  | 公共電視       | 通靈少女         | 金勝在   |
| 2019  | 公共電視       | 通靈少女2        | 金勝在   |
| 2021  | 公共電視台語台 | 顧巢．抾箬仔     | 蔡金昇   |
| 2021  | 公共電視台語台 | 芎蕉園的秘密     | 孟娟父親 |
| 2021  | HBO Asia       | 亞洲怪談2 : 送煞 | 法師     |
| 2022  | 公共電視       | 狗仔杜賓         | 老孫     |

### 電影
- 1989年《童黨萬歲》
- 1994年《多桑》飾演 Nomu
- 1995年《熱帶魚》飾演 賴茂春
- 1997年《國道封閉》
- 2002年《雙瞳》
- 2003年《黑狗來了》飾演 王永利
- 2003年《台北二一》
- 2005年《巧克力重擊》飾演 銼冰泉仔
- 2005年《跟著你》
- 2005年《我的逍遙學伴》
- 2006年《指間的重量》
- 2007年《神選者》飾演 計程車司機
- 2008年《海角七號》客串 郵局主管
- 2010年《台北星期天》飾演 工廠大門警衛
- 2011年《小溫馨》客串 學校工友、學校警衛、全有百貨公司總裁、菜市場賣菜伯（四位角色）
- 2012年《白天的星星》飾演  米多力
- 2012年《養樂多》飾演 雜貨店老闆
- 2013年《大尾鱸鰻》飾演 乩童
- 2013年《逗陣ㄟ》飾演 修車廠老闆
- 2013年《志氣》飾演 冠平的爸爸
- 2013年《一線三星》飾演 南哥
- 2013年《山豬溫泉》
- 2015年《大囍臨門》飾演 簡道乾
- 2015年《角頭》飾演 「頂庄」地下賭場莊家
- 2016年《大尾鱸鰻2》飾演 乩童
- 2016年《樓下的房客》飾演 黃四郎
- 2016年《走棋》（短片）飾演 文斌父親
- 2017年《上岸的魚》
- 2018年《小玩意》飾演
- 2018年《憨嘉》 飾演 高土城
- 2020年《虎尾》 飾演 廠長(真真的父親)
- 2020年《賴桑の黑色喜劇》 飾演
- 2023年《老狐狸》 飾演 謝老闆
- 2025年《未曾遠去》 飾演 司機

### 音樂錄影帶
- 2016年 李英宏《打與罵》
- 2020年 動靜《從小到大》

### 舞台劇
- 1984年《過客》
- 1986年《田園生活》
- 1987年《婚前信行為》
- 1987年《三人行不行Ⅰ》
- 1988年《開放配偶（非常開放）》
- 1989年《童黨萬歲》
- 1990年《從此以後，她們不去那家coffee shop》
- 1990年《非要住院》
- 1996年《專程拜訪》
- 2010年《金蕉歲月》（導演）
- 2020年《再見歌廳秀》

### 電視節目
- 1996年 超視《魚夫漫話Show》飾演 阿義

## 配音作品

### 動畫配音
| 年 度  | 片 名        | 角 色    | 性 質  | 導 演      | 備 註              |
| ------ | ------------ | -------- | ------ | ---------- | ------------------ |
| 2024年 | 窗邊的小荳荳 | 小林宗作 | 男配角 | 八鍬新之介 | 電影動畫中文版配音 |

## 編劇作品
- 公視《當我們窩在一起之流浪之家》
- 公視《當我們窩在一起之情逢敵手》
- 公視《當我們窩在一起之輸贏之間》
- 《借我玩一下》
- 《過溝村的下哺》
- 《搶救老爸》

## 獎項紀錄

### 大型頒獎
| 年份 | 頒獎典禮     | 獎項               | 作品           | 結果 |
| ---- | ------------ | ------------------ | -------------- | ---- |
| 2004 | 第40屆金馬獎 | 最佳男配角         | 《黑狗來了》   | 提名 |
| 2006 | 第41屆金鐘獎 | 迷你劇集最佳男主角 | 《快樂的出航》 | 獲獎 |
| 2013 | 第48屆金鐘獎 | 迷你劇集最佳男配角 | 《權力過程》   | 提名 |
| 2023 | 第60屆金馬獎 | 最佳男配角         | 《老狐狸》     | 獲獎 |

### 其他
- 1997年 以《借我玩一下》獲行政院新聞局「民國86年優良電影劇本」。
- 2004年 以《搶救老爸》獲行政院新聞局「民國93年優良電影劇本（專業組）」。
- 2008年 以〈請勿犧牲愛情〉獲「二○○八台灣文學獎」創作類劇本獎金典獎。(文建會：2008台灣文學獎得獎作品集 http://books.cca.gov.tw/viewitem.aspx?prodno=971%5B%5D )
- 2024年 以《老狐狸》入圍第5屆台灣影評人協會獎「最佳男演員」。

## 外部連結
- 陳慕義在互联网电影资料库（IMDb）上的資料（英文）（英文）
- 在AllMovie上陳慕義的頁面（英文）
- 陳慕義在香港影庫上的簡介
- 陳慕義在豆瓣上的资料（简体中文）